# Stazione di Kemperplatz
La stazione di Kemperplatz era una stazione capolinea della M-Bahn di Berlino, una ferrovia sperimentale a levitazione magnetica rimasta in esercizio per pochi anni.
Era sita sul Kemperplatz, ai margini del Tiergarten e nelle immediate vicinanze della Philharmonie.

## Storia
La stazione fu costruita dal 1986 al 1987 su progetto di Andreas Brandt e Rudoph Böttcher come capolinea settentrionale della M-Bahn.
L'apertura della linea, prevista per il 1º maggio 1987 – nell'ambito delle celebrazioni per il 750º anniversario di fondazione della città – dovette essere rimandata a causa di un attentato incendiario che causò gravi danni al materiale rotabile e alle strutture. Il 19 dicembre dell'anno successivo la stazione di Kemperplatz fu teatro di uno spettacolare incidente: durante una prova un treno sfondò la parete vetrata posta oltre il termine della linea, rischiando di cadere sulla strada sottostante. Questo portò ad un ulteriore ritardo nell'apertura.
L'esercizio regolare iniziò infine nell'estate del 1989 e durò fino al 31 luglio 1991: in tale data l'esercizio della M-Bahn fu soppresso e la linea demolita per fare posto alla ricostruzione della metropolitana in direzione di Potsdamer Platz.
Oggi l'area su cui sorgeva la stazione di Kemperplatz è occupata da alcuni edifici appartenenti al complesso direzionale e commerciale "Sony-Center".

## Strutture e impianti
Si trattava di una stazione in viadotto, con due binari di corsa serviti da due banchine laterali accessibili attraverso due rampe di scale. L'area sottostante i binari conteneva alcuni locali tecnici.
Il progetto architettonico fu opera di Andreas Brandt e Rudoph Böttcher, che si ispirarono alle stazioni della S-Bahn di Berlino. L'aspetto esterno si caratterizzava per il contrasto fra lo zoccolo inferiore rivestito in laterizio e la hall superiore vetrata.